# 勒扎夫基
勒扎夫基（羅馬化：Rzhavki）是俄罗斯莫斯科州的市级镇，属州辖市索尔涅奇诺戈尔斯克市（城市区），地处莫斯科州西北部，在区行政中心索尔涅奇诺戈尔斯克东南、州府莫斯科西北方，西南侧靠近莫斯科直辖市的泽列诺格勒行政区。M10公路（俄罗斯公路）从该镇与泽列诺格勒之间穿过。
该地2021年人口有4,711人；2010年人口4,038人；2002年人口4,118人。